# Zeta Gruis
Désignations
Zeta Gruis (en abrégé ζ Gru) est une étoile géante de la constellation de la Grue. Sa magnitude apparente est de 4,12. D'après la mesure de sa parallaxe annuelle par le satellite Hipparcos, l'étoile est située à environ ∼ 109 a.l. (∼ 33,4 pc) de la Terre.
Zeta Gruis est une étoile géante rouge de type spectral K1 III Fe−1,2 CN−0,5, avec le suffixe « Fe−1,2 CN−0,5 » qui indique des sous-abondances en fer et en cyanogène dans son spectre.